# Meister der Winterlandschaften
Als Meister der Winterlandschaften (* 1586; † 1656) bezeichnete ein russischer Kunsthistoriker gegen 1910 den niederländischen oder flämischen Maler von drei unsignierten Winterlandschaften aus dem Anfang des 17. Jahrhunderts. Er beschrieb ihn – wie im Russischen Kaiserreich damals üblich – in französischer Sprache als maitre des paysages d hiver. Die Bilder zeigen in ihrer Komposition typische holländische Szenen von Winter, Eis und Menschen in der Landschaft, Darstellungen wie sie vor allem von Hendrick Avercamp in der gleichen Epoche entwickelt wurden. Nachfolgend wurde der Meister der Winterlandschaften mit dem flämischen Maler Gysbrecht Leytens identifiziert, der von 1586 bis 1656 lebte.  